# Хуан Марія Бордаберрі
Хуан Марія Бордаберрі (ісп. Juan María Bordaberry; 17 червня 1928, Монтевідео, Уругвай — 17 липня 2011, Монтевідео) — президент і диктатор Уругваю з 1972 по 1976 рік.

## Біографія
Бордаббері був вихідцем із середовища багатих землевласників Уругваю, і спадкоємцем одного з найбільших ранчо в країні.
Спочатку він належав до Національної партії, відомої у народі як Бланкос, і був обраний у сенат за мандатом від Бланкос. Проте у 1964 він прийняв пропозицію очолити Національну сільську лігу дії (ісп. Liga Nacional de Accion Ruralista), а у 1969 приєднався до партії «Колорадо».
З 1969 по 1971 роки був міністром сільського господарства в уряді Хорхе Пачеко.
У 1971 році був обраний президентом від партії «Колорадо». Після виборів з'ясувалося, що він виграв внаслідок значних фальсифікацій. Він прийшов до влади в 1972 році в період політичної кризи, викликаної авторитарним правлінням Пачеко і терористичною загрозою. На посту президента 27 червня 1973 він здійснив державний переворот за підтримки військових. На вулиці столиці Монтевідео ввели бронетехніку, розпустили конгрес і призупинили дію конституції й громадянських свобод, заборонили профспілки й вчинили репресії проти опозиції. На провідні посади в уряді Бордаберрі призначив офіцерів.
У 1976 вище командування збройних сил Уругваю скинуло Хуана Бордаббері й продовжило керівництво країною самостійно.
За короткий період правління Бордаббері щодо місцевої опозиції було вчинено низку злочинів. За офіційними даними, в період правління диктатора загинуло близько 200 уругвайців. Частину з цих вбивств було здійснено в сусідній Аргентині відповідно до плану «Кондор», спрямованого на розгром політичних організацій лівого толку.
У листопаді 2006 року Хуан Марія Бордаберрі був заарештований за звинуваченням у порушеннях прав людини та організації політичних вбивств. Зважаючи на стан його здоров'я, його помістили під домашній арешт. У лютому 2010 року був засуджений до 30 років тюремного ув'язнення за злочини, пов'язані з порушенням конституції, а також зі зникненнями людей і вбивствами, скоєними під час його правління. Суд визнав його винним у викраданні та вбивстві 14 осіб. Покарання він відбував під домашнім арештом з причини поганого стану здоров'я.
Помер 17 липня 2011 року у своєму будинку в Монтевідео, відбуваючи покарання згідно з вироком суду. Колишній політик мав різні захворювання, зокрема легеневі.
Син диктатора Педро Бордаберрі також займається політикою. Він лідер партії «Колорадо», яку колись очолював його батько, і депутат уругвайського парламенту.